# 石川県運転免許センター

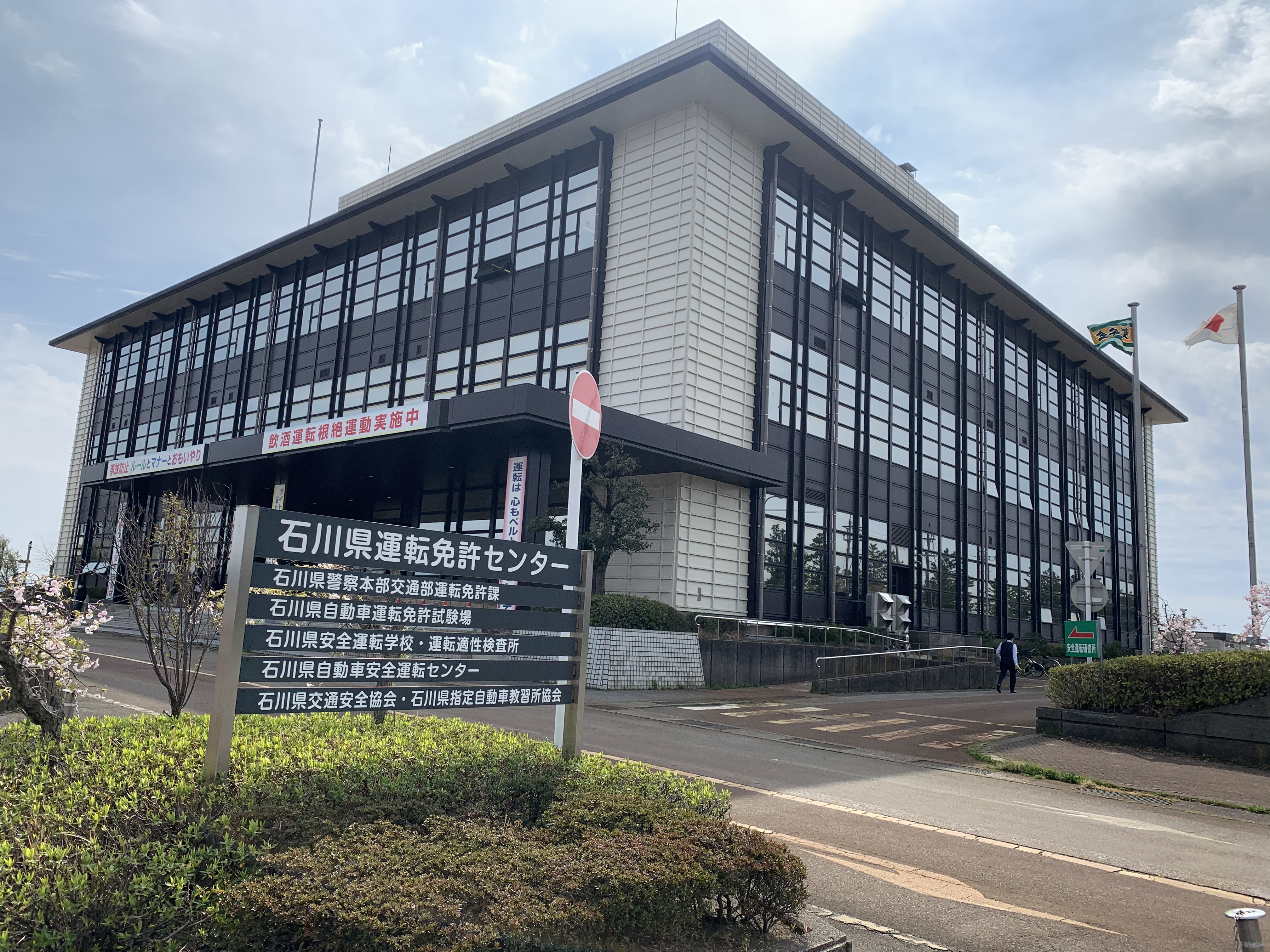
石川県運転免許センター

石川県運転免許センター（いしかわけんうんてんめんきょセンター）は、石川県警察本部所管の運転免許試験場。石川県警察交通部運転免許課が管轄している施設である。後述の住所から地元では蚊爪（かがつめ）と通称されることがある。

## 概要
運転免許試験、更新手続、国際運転免許証発行など運転免許に関する事務を行っている。石川県交通安全協会が運営している併設の石川県安全運転研修所では、上位の免許を取得するために指導員付きの練習や安全運転の向上のための研修を受けることができる。金沢市街からは約8.5Km離れており、内灘町から近い。

## 所在地
- 石川県金沢市東蚊爪町2丁目1番地

## アクセス
- 北陸鉄道浅野川線内灘駅から北鉄バス『運転免許センター』行きで終点下車。平日のみの運転。かつては金沢駅西口から路線バスが運行されていたが、2020年3月31日をもって廃止された。[1]
- JR金沢駅から自動車で約20分。